# Жога Володимир Артемович
Володимир Артемович Жога (позивний — Воха; (26 травня 1993 , Донецьк  — 5 березня 2022 , Волноваха, Донецька область ) — проросійський бойовик і терорист, командир окремого розвідувального батальйону «Спарта» (2016—2022), гвардії полковник. «Герой Донецької Народної Республіки» (вересень 2022, посмертно) та Герой Російської Федерації (2022, посмертно).
Внесений до бази центру «Миротворець» за свідоме порушення державного кордону України з метою проникнення на окуповану російсько-терористичними бандформуваннями територію України на Донбасі.

## Біографія
Народився 26 травня 1993 року в Донецьку . Батько — Артем Володимирович Жога, підполковник армії ДНР, начальник штабу «Спарти». Мати — домогосподарка.
Жив і працював у Слов'янську, куди переїхали батьки. У дитинстві захоплювався футболом. Після закінчення середньої школи пробував вступити до Донбаського державного педагогічного університету, але не пройшов за конкурсом і вступив до Слов'янського професійно-мистецького ліцею та закінчив його за спеціальністю маляр-штукатур. Працював разом із батьком, у якого було кілька торгових точок з продажу риби .
У 2014 році з початком війни на сході України почав воювати на боці російсько-терористичних бандформувань. Спочатку брав участь у загонах самооборони Слов'янська. Був поранений у голову в боях за Слов'янськ, під час бойових дій у районі Сніжного — у руку, у боях за кордон — 13-ма осколками, також — при відбитті штурму під Шахтарськом, а в боях за аеропорт — вдруге в голову. Був заступником командира розвідувальної роти.
У лютому 2015 року внесений до бази «Миротворця» за свідоме порушення державного кордону України з метою проникнення на окуповану російсько-терористичними бандформуваннями територію України на Донбасі.
Командування батальйоном «Спарта» прийняв у жовтні 2016 року після загибелі його творця терориста Арсена Павлова (Моторола), будучи його водієм, а потім першим заступником. Був хрещеним батьком (обряд РПЦ) дочки Мотороли .
У червні 2018 року ватажок бойовиків Володимир Жога потрапив у ДТП в Донецьку. Він їхав на мотоциклі з дівчиною і на повороті зіштовхнувся з мікроавтобусом «Mercedes Sprinter». Дівчина загинула на місці, а «Воху» з важкими травмами госпіталізували.
Загинув 5 березня 2022 року у Волновасі, згідно з офіційними даними ватажка «ДНР» Дениса Пушиліна, забезпечуючи евакуацію мирних жителів із міста в ході російського вторгнення в Україну. Похований на Алеї Героїв цвинтаря «Донецьке море» поряд з Арсеном Павловим та Михайлом Толстих.

## Нагороди
Бойовик посмертно нагороджений головою ДНР Денисом Пушиліним зіркою «Героя Донецької Народної Республіки». 6 березня Президентом Росії Володимиром Путіним «за героїзм і мужність, виявлені при виконанні громадянського обов'язку» посмертно нагороджений золотою зіркою Героя Російської Федерації.

## Вшанування пам'яті
- 18 березня 2022 року російська окупаційна влада у Волновасі перейменувала вулицю героїв 51 ОМБр на вулицю Героя Росії Володимира Жоги.[15]
- 26 травня 2022 року в Донецьку відкрили пам'ятник Жозі.[16]
- Ім'ям Жоги названо: 26 травня 2022 року — вулицю в Невинномиську, 27 травня 2022 року — у Волзькому[17]; загін Юнармії «Діти Росії» в Тольятті.
- У червні 2022 року було створено  батьком Артемом Жогою та російським пропагандистом Семеном Пєговим у Донецьку так званий "Республіканський центр безпілотних авіаційних систем", який назвали на його честь [18]. Там готують інструкторів БПЛА та FPV-дронів для російської армії. Даний "навчальний заклад"  знаходиться у приміщеннях колишньої будівлі факультету Донецького юридичного інституту[19].  За словами Артема Жоги, деякі випускники даного "закладу" з часу початку його існування проходили своє бойове хрещення не лише на окупованих росіянами районах Донеччини та Луганщини, але ще й у країнах Африки.